# Mianguan
El Mianguan (xinès, 冕冠; pīnyīn, miǎnguān; lit. ‘’tocat cerimonial’’), anomenat benkan al Japó, myeonlyugwan a Corea i Miện quan al Vietnam, és un tipus de corona utilitzada tradicionalment pels emperadors de la Xina, Japó, Corea i Vietnam, així com altres reis de l'est d'Àsia. 

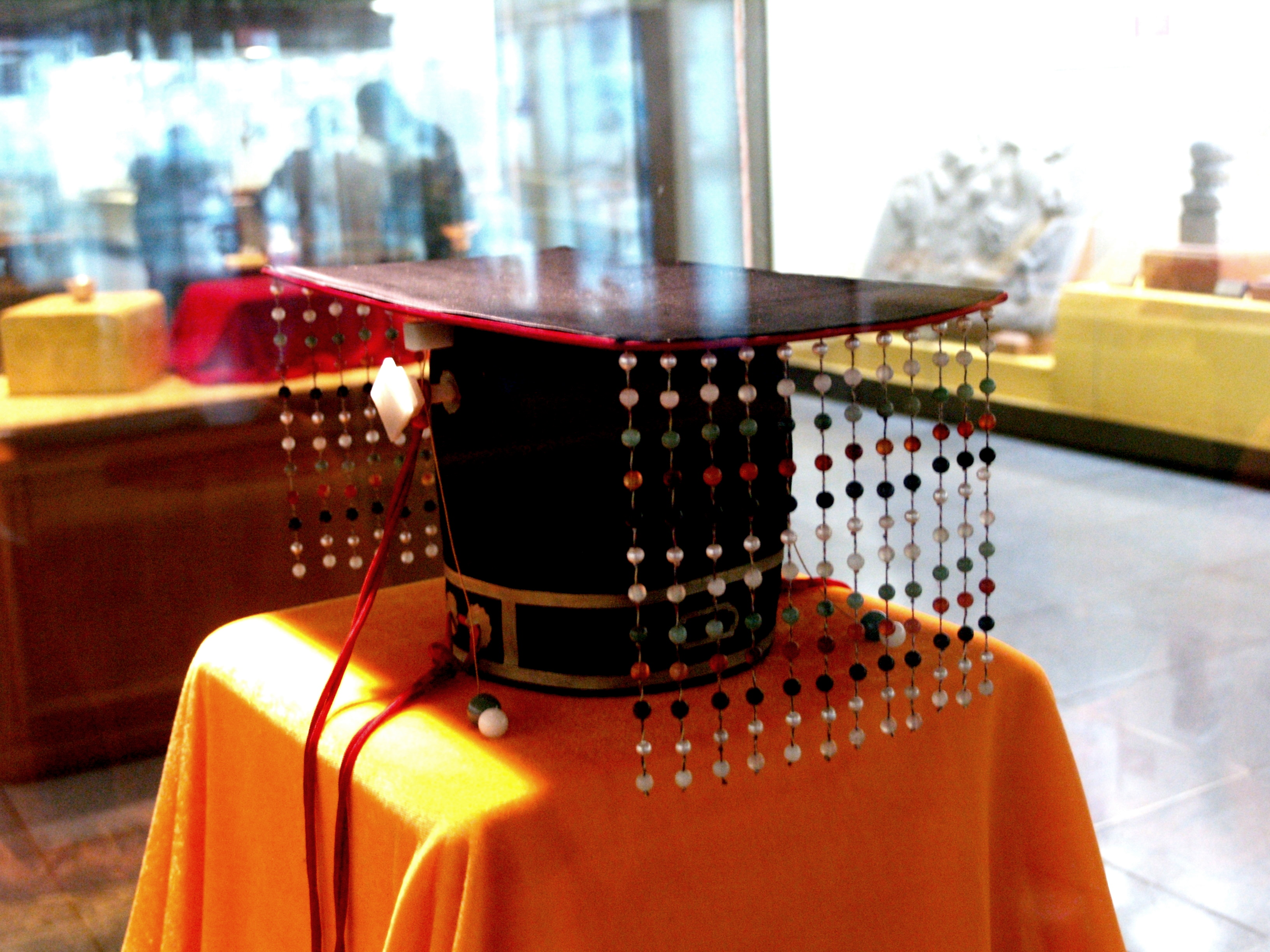
Mian imperial Xinès, tombes Dingling

El mianguan és originari de l'antiga Xina, era utilitzat per l'emperador, els ministres i els aristòcrates de la cort. Era el tocat més costós i valuós, i estava reservat per ocasions importants, especialment, per grans events sacrificials. Els detalls de les normes sobre la seva forma i la seva fabricació es van promulgar durant la dinastia Han, i es van aplicar a les dinasties següents, però finalment es van erradicar amb la caiguda de la dinastia Ming al segle XVII.
Aquest tocat cerimonial estava compost per una corona amb una llarga tauleta inclinada cap endavant, fent l'efecte com si l'emperador s'estigués inclinant davant dels seus súbdits. D'aquesta tauleta penjaven unes cadenes de comptes per la part davantera i posterior, i podien tenir entre tres i dotze cadenes depenent de la importància de l'esdeveniment. Els comptes eren peces de jade enroscades en seda, i es disposaven entre nou i dotze comptes per cadena. Es feien servir forquetes per subjectar la corona als cabells i dues petites comptes penjaven a l'altura de les orelles de l'individu, simbolitzant que havia d'escoltar amb discreció.

El 1967, el frare dominic Domingo Fernández de Navarrete, va mostrar la seva gran admiració per l'imperi xinès, una de les maneres en què ho va fer va ser descrivint l'esplendorosa bellesa i el gran misteri que semblava ocultar la corona de l'emperador, el mianguan. Va descriure la corona i el simbolisme d'aquesta en el seu llibre (fragment de la descripció de les comptes): 
‘’Quatre d'ells sobre els ulls, que signifiquen que els ulls de l'Emperador han d'estar tancats perquè no vegi litigis davant seu; i que no afavorirà els rics, ni compadirà dels pobres […]. Quatre fils de perles cauen sobre les orelles […] que les orelles dels jutges s'han d'aturar a les súpliques dels grans i a les llàgrimes dels pretendents, i només ha d'escoltar la Raó, la Llei i la Justícia. Les últimes quatre cordes pengen darrere, per expressar quant Judici, Previsió, Premeditació i Estabilitat haurien de mesurar els prínceps per pesar les seves resolucions i com han de ser versats en els afers del Govern.’’
Al Japó, durant el període Kofun, emperadors i nobles feien servir corones d'or, plata i bronze daurat, influenciats per la península de Corea. Al segle VIII, influenciats pel mianguan xinès, es va originar el benkan, una corona de metall amb cadenes i un ornament vertical en forma de sol a la part superior.
A Vietnam també feien servir aquest tocat cerimonial, amb el nom de Miện quan, i els monarques de Corea de la dinastia Joseon utilitzaven una corona similar, la myeonlyugwan.

## Mianfu, la vestimenta de l'emperador
A l'antiga societat xinesa, les normes socials i de classe estaven estrictament marcades, això també estipulava la roba. L'emperador portava en esdeveniments importants un conjunt de peces de vestir anomenades mianfu, que en ocasions incloïa el mianguan.

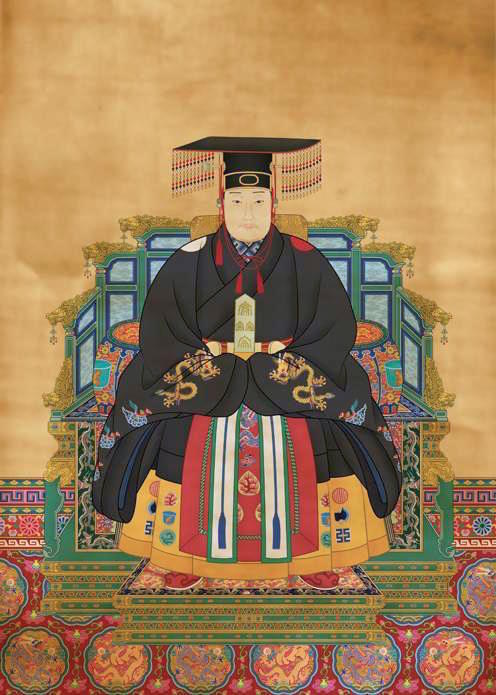
Emperador Shenzong de Ming (1563-1620) vestint el conjunt Mianfu. Pintor desconegut.

La peça de roba superior que duien els emperadors era normalment negra, mentre que la peça de la part inferior era d'un color vermellós carmesí. Aquests dos colors simbolitzaven l'ordre, el cel i la terra. El patró dominant en els brodats de les vestidures dels emperadors era la figura del drac, encara que també podien aparèixer altres tipus de decoració, que podien incloure animals simbòlics, escenes de natura amb la presència del sol i la lluna, entre d'altres. Aquests patrons podien estar presents en robes de senyors de menor rang segons la importància de l'ocasió, però la complexitat i qualitat era inferior a les de l'emperador.
Aquestes peces de roba eren subjectades amb un cinturó, que podia presentar una peça decorativa anomenada bixi o un recobriment de tela fins a l'altura dels genolls. L'origen d'aquesta tela decorativa prové de quan encara es feien servir pells d'animals per cobrir-se l'abdomen i els genitals.
Les sabates que conformaven el conjunt del mianfu eren de seda, amb soles gruixudes (de doble capa) de fusta. També hi havia un altre tipus de sabates, fetes de lli i pell d'animal, que variaven segons l'estació de l'any. Segons la importància de l'ocasió, l'emperador portava les sabates d'un color o d'un altre, vermelles, blanques o negres.

## Història

#### Dinastia Zhou
El mianguan, juntament amb el conjunt mianfu, es van començar a vestir a partir de la Dinastia Zhou, fent servir la cultura cerimonial i ritual de l’època per a definir quin tipus de vestimenta i accessoris calia portar segons el rang social, i segons l’esdeveniment a presenciar.
En el llibre Ritus de Zhou (xinès: 周禮; pinyin: zhōu lǐ), també conegut com a Oficials de Zhou (周官; Zhouguan), és un llibre sobre burocràcia i teoria organitzativa. Es tracta d’un dels tres textos rituals (Els Tres Ritus) que figuren entre les obres del confucianisme. En aquest llibre, apareix una descripció sobre les robes i corones que portaven els reis de la dinastia Zhou, sis en total, que variaven segons el ritual, i tots aquests conjunts anaven acompanyats amb el mian (冕, lit. 'corona'), que en aquesta dinastia, encara no era anomenat mianguan, sinó únicament mian.

#### Dinastia Qin

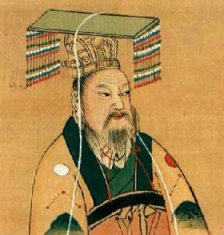
L'emperador Qin Shi Huangdi fent servir la corona mianguan

Durant la dinastia Qin, el primer emperador de la Xina i fundador de la dinastia, Qin Shi Huangdi, que va governar del 221 aC al 210 aC, va ser una figura històrica clau, ja que va unificar Xina per primera vegada sota un únic sistema de govern imperial.
Qin Shi Huangdi va abolir els sis tipus de vestits cerimonials de la dinastia Zhou, i els va substituir per un únic vestit cerimonial íntegrament negre, anomenat junxuan (袀玄). No obstant això, els detalls concrets sobre aquesta peça de vestir, juntament amb la corona, són incerts i desconeguts.

#### Dinastia Han
El junxuan de la dinastia Qin va continuar fent-se servir per emperadors de la dinastia Han, fins que el mianfu va ser restaurat novament durant el regnat de l'Emperador Ming, que va governar del 57 al 75 dC. Durant aquest període hi havia una altra corona a part del mian, la corona chángguān (長冠) o zhāiguān (齋冠). El seu origen és l’anomenada ‘’corona de Liu’’, d’escorça de bambú, de Liu Bang, o pòstumament conegut com l'Emperador Gaozu de Han, el fundador de la dinastia Han.
Durant la dinastia Han, també estava vigent la corona tongtianguan (通天冠, lit. ‘’corona que arriba fins al cel’’), que té els seus orígens en èpoques prehistòriques. Aquesta corona esdevé en un símbol imperial, vinculat al concepte del govern celestial, en el que l'emperador és considerat fill del cel. La seva funció era remarcar la simbologia entre la mediació entre el cel i el món terrenal. La corona mianguan, estava més destinada a la representació del poder polític de l'emperador, mentre que la corona tongtianguan estava més destinada al simbolisme celestial i terrenal, emfatitzant en un caràcter més diví i menys polític.

#### Dinastia Jin
A la dinastia Jin, trobarem canvis al mianguan, que es col·locarà amb l'antiga tongtianguan i una tela negra. També trobarem comptes de la corona que no seran exclusivament de jade, sinó de corall de colors, però és una estètica que durarà poc, i es tornarà als tradicionals comptes de jade de color blanc.
Segons el Llibre de Jin, el tongtianguan, que es portava sobre la capa negra juntament amb el mianguan, s’anomenava píngmiǎn (平冕, lit. ‘’mianguan pla’’).

#### Dinastia Liang

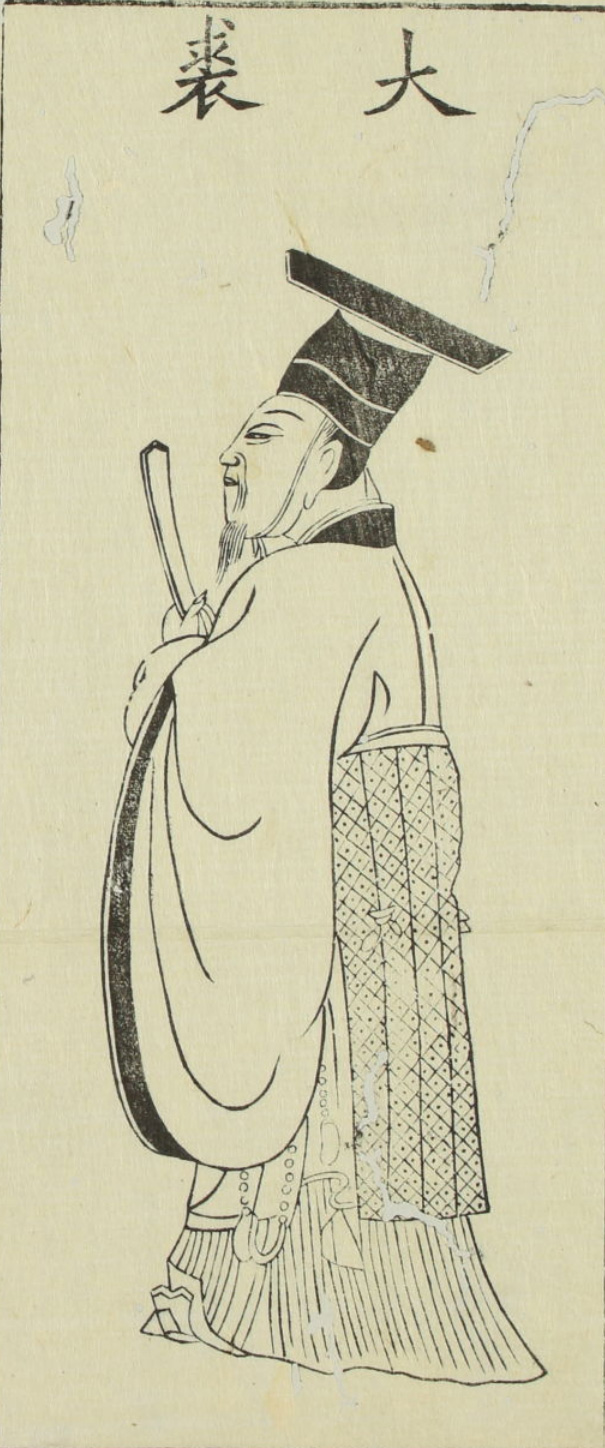
Dàqiúmiǎn. De l'edició japonesa "Shitei Sanrai Zu" del xinès "Sān Lǐ Tú".

A la dinastia Liang, tal com apareixia a la dinastia Jin, el mianguan estava format per una capa negra, colocada sobre el tongtianguan, i a sobre d’aquesta, el  píngmiǎn. Aquest conjunt, era conegut com píngtiānguān (平天冠, lit. ‘’corona plana del cel’’). El píngtiãnguãn de l’emperador, estava format per 12 cadenes de comptes de jade blanc, i a cada costat de la corona penjaven els ornaments de les orelles, també de jade.
Al 508, l’emperador Wu de Liang (502 - 549), va restablir el dàqiúmiǎn, una de les vestimentes cerimonials de l’emperador. Tot i que el terme qiú (裘), fa referència a la pell d’ovella, la vestimenta cerimonial no era de pell d’ovella, sinó de seda.

#### Dinastia Sui
L'Emperador Wen, va regnar del 581 al 604), durant la dinastia Sui. Va cambiar el color de les vestidures imperials, no obstant, el gǔnmiǎn (袞冕, vestit imperial amb dracs i el mianguan) que es duia als rituals, es va mantenir sense cap canvi. El mianguan a la dinastia Sui era negre, amb 12 cadenes de comptes de jade blanc, i un ornament que semblaven uns taps a les orelles, anomenat tǒukuàng.
L’emperador Yang, va regnar del 604 al 618, va tornar a fer servir el dàqiúmiǎn, tal com estava vigent durant la dinastia Liang. L’extensió del mianguan era de color blauós per la part superior, vermellós per la part inferior, i ja no presentava cadenes de comptes ni ornaments a l’altura de les orelles.

#### Dinastia Ming
Pel que fa a la forma bàsica de la corona mianguan, no trobarem gaires canvis significatius durant l’antiguitat. Trobarem excavacions del període de la dinastia Ming, com és el cas del mausoleu Dingling, en el que es va trobar la corona de l'Emperador Wanli, o manuscrits il·lustrats de la dinastia Han i la dinastia Sui en els que veiem representacions del mianguan amb una forma molt similar representada, en la que varia ínfimament la decoració.

## Influències

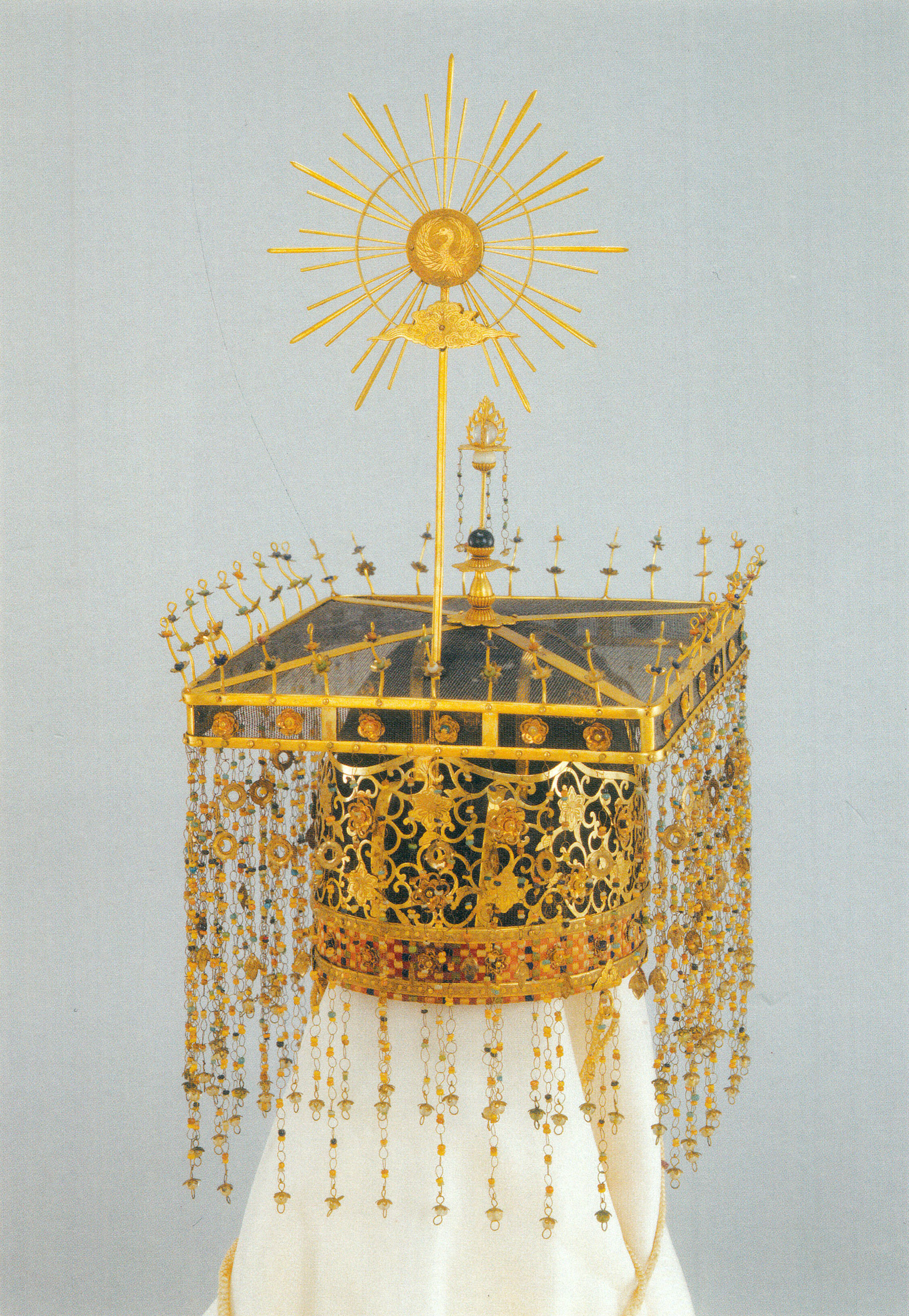
Benkan (corona imperial) de l'emperador japonès Kōmei (1831-1867)

El mianguan es va deixar de fer servir a partir de la dinastia Ming, un cop instaurada la última dinastia a la Xina, la dinastia Qing per la minoria ètnica manxú, del nord-est i la zona nord de la Xina. En comptes de la corona mianguan que estava combinada amb la tongtianguan, es va adoptar la corona diànzi, pròpiament manxú.
Al Japó, els emperadors i els prínceps hereus feien servir el benkan (冕冠, lit. ‘’corona’’), també coneguda com tama no kōburi (玉乃冠, lit. ‘’corona amb joies’’). Eren corones d’or, plata i bronze daurat. En un inici estaven influènciades per la península de Corea, però cap al segle VIII, el benkan va començar a variar en decoració, afegint cadenes amb comptes penjants, influenciats pel mianguan xinès. Es va afegir també una peça en forma de sol, que sobresortia verticalment per la part superior, originant una corona japonesa única i distintiva.

## Elements relacionats
Article principal: List of Hanfu headwear
Dins de la cultura xinesa hi havia corones, barrets, tocats i ornaments pel cap i els cabells segons el teu rang social, edat, gènere, etc.